# Suffer
| 평가 점수                     | 평가 점수 |
| 출처                          | 점수      |
| ----------------------------- | --------- |
| AllMusic                      | [ 2 ]     |
| Alternative Rock              | 7/10      |
| Christgau's Record Guide      | B         |
| The Rolling Stone Album Guide | [ 9 ]     |
| Spin Alternative Record Guide | 7/10      |

《Suffer》는 미국의 펑크 록 밴드 배드 릴리전의 세 번째 스튜디오 음반으로, 1988년 9월 8일, 캘리포니아주의 인디 레이블인 에피타프 레코드에서 발매되었다. 이 음반은 에피타프 레코드가 직접 발매 및 배급한 첫 번째 음반이었다. 1985년 EP 《Back to the Known》 발매 이후, 배드 릴리전은 잠시 활동을 중단했다가 원년 멤버들 (드러머 제이 지스크라우트를 제외한)과 재결합하여 5년 만에 첫 정규 스튜디오 음반 작업에 들어갔다.
《Suffer》는 빌보드 200 차트에 오르지는 못했으나, 일부 평론가들에 의해 역대 가장 중요한 펑크 록 음반 중 하나로 평가받고 있다. 수많은 3세대 펑크 밴드들이 《Suffer》를 주요 영감으로 꼽고 있으며, NOFX의 팻 마이크는 이 음반을 "모든 것을 바꾼 음반"이라고 불렀다. NOFX는 2001년 EP 《Surfer》에서 이 음반을 언급하기도 했다.
〈You Are (The Government)〉, 〈1000 More Fools〉, 〈How Much Is Enough?〉, 〈Land of Competition〉, 〈Best For You〉, 〈Suffer〉, 〈What Can You Do?〉, 〈Do What You Want〉 등 여러 곡들이 팬들의 사랑을 받으며, 이 중 일부는 라이브 공연의 단골 레퍼토리이다. 2018년까지 《Suffer》 수록곡 중 라이브로 한 번도 연주되지 않은 곡은 〈Part IV (The Index Fossil)〉뿐이었으며, 이 곡은 2018년 5월 2일, 웨스트 할리우드의 트루바두어에서 처음으로 라이브 무대에 올랐다.

## 배경 및 녹음
라인업 변경을 겪고 두 번째 음반 《Into the Unknown》 (1983년)을 상업적으로 실패한 후, 배드 릴리전과 그들의 레이블 에피타프 레코드는 해체를 선언했다. 보컬리스트 그렉 그래핀과 드러머 피트 파이네스톤은 데뷔 음반 《How Could Hell Be Any Worse?》 (1982년)에 게스트로 참여했던 서클 저크스의 기타리스트 그렉 헷슨, 그리고 웨이스트 유스의 베이시스트 팀 갈레고스와 함께 밴드를 재결성했다. 이들은 EP 《Back to the Known》 (1985년)을 발매했고, 1년간의 지속적인 투어 후 갈레고스가 탈퇴하였으며, 그 자리는 웨이스트 유스에서 활동했고 이전에 배드 릴리전 멤버였던 제이 벤틀리로 교체되었다. 몇 달 후, 약물 문제로 회복 중이던 전 배드 릴리전 기타리스트 브렛 구어위츠가 헷슨을 대신해 한 공연에 참여했고, 결국 밴드에 복귀하게 되었다.
1987년경, 구어위츠는 일자리를 구하는 데 어려움을 겪었다. 여러 직업 교육 과정을 수강하고 갖가지 잡일을 하던 중, 그는 스튜디오 엔지니어이자 녹음실인 웨스트비치 레코더스의 소유주가 되었다. 구어위츠는 "저는 녹음 엔지니어 일을 정말 즐겼고, 지금도 즐기고 있습니다. 하지만 돈을 벌기가 매우 어려웠고 근무 시간도 너무 힘들었습니다. 저는 음악을 해야 한다는 것만은 확실히 알고 있었습니다. 그러다가 1987년에 배드 릴리전이 '야, 우리 다시 밴드를 뭉쳐보자'고 제안했습니다."라고 말했다. 배드 릴리전이 마침내 재결성된 후, 그들은 새로운 곡 작업을 시작했고 1988년 4월, 웨스트비치 레코더스에서 다음 음반을 녹음했다. 구어위츠에 따르면, 음반 녹음과 믹스 작업은 8일 만에 완료되었다.

## 곡 목록
| #  | 제목                         | 작사·작곡        | 재생 시간 |
| -- | ---------------------------- | ---------------- | --------- |
| 1. | 〈You Are (The Government)〉 | 그렉 그래핀      | 1:21      |
| 2. | 〈1000 More Fools〉          | 브렛 구어위츠    | 1:34      |
| 3. | 〈How Much Is Enough?〉      | 구어위츠         | 1:22      |
| 4. | 〈When?〉                    | 그래핀           | 1:39      |
| 5. | 〈Give You Nothing〉         | 그래핀, 구어위츠 | 2:02      |
| 6. | 〈Land of Competition〉      | 그래핀           | 2:04      |
| 7. | 〈Forbidden Beat〉           | 그래핀, 구어위츠 | 1:57      |
| 8. | 〈Best for You〉             | 그래핀           | 1:55      |

| #  | 제목                           | 작사·작곡        | 재생 시간 |
| -- | ------------------------------ | ---------------- | --------- |
| 1. | 〈Suffer〉                     | 그래핀, 구어위츠 | 1:47      |
| 2. | 〈Delirium of Disorder〉       | 구어위츠         | 1:39      |
| 3. | 〈Part II (The Numbers Game)〉 | 구어위츠         | 1:41      |
| 4. | 〈What Can You Do?〉           | 그래핀           | 2:44      |
| 5. | 〈Do What You Want〉           | 구어위츠         | 1:07      |
| 6. | 〈Part IV (The Index Fossil)〉 | 그래핀           | 2:04      |
| 7. | 〈Pessimistic Lines〉          | 그래핀           | 1:10      |